# 北海道札幌養護学校
北海道札幌養護学校（ほっかいどう さっぽろようごがっこう）は、北海道札幌市厚別区厚別町山本にある道立養護学校。南区にもなみ学園分校、北広島市に共栄分校がある。

## 指導科構成
- 小学部
- 中学部
- 高等部
- 訪問教育部

## 沿革
- 1958年4月1日 - 開校
- 1977年7月1日 - スクールバス運行開始
- 1992年4月1日 - 現在地に移転
- 1998年4月1日 - 高等部開設

## ギャラリー

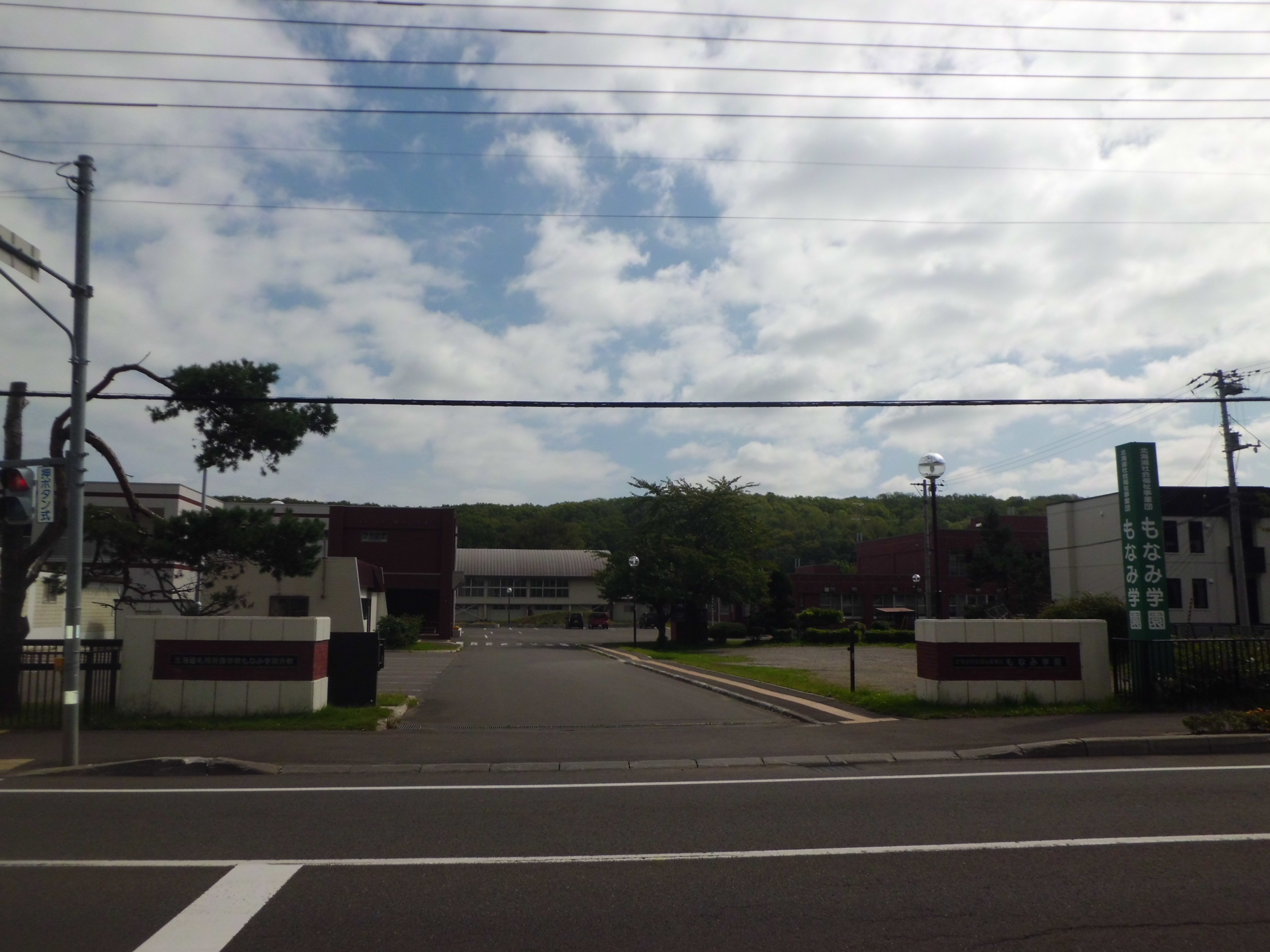
もなみ分校
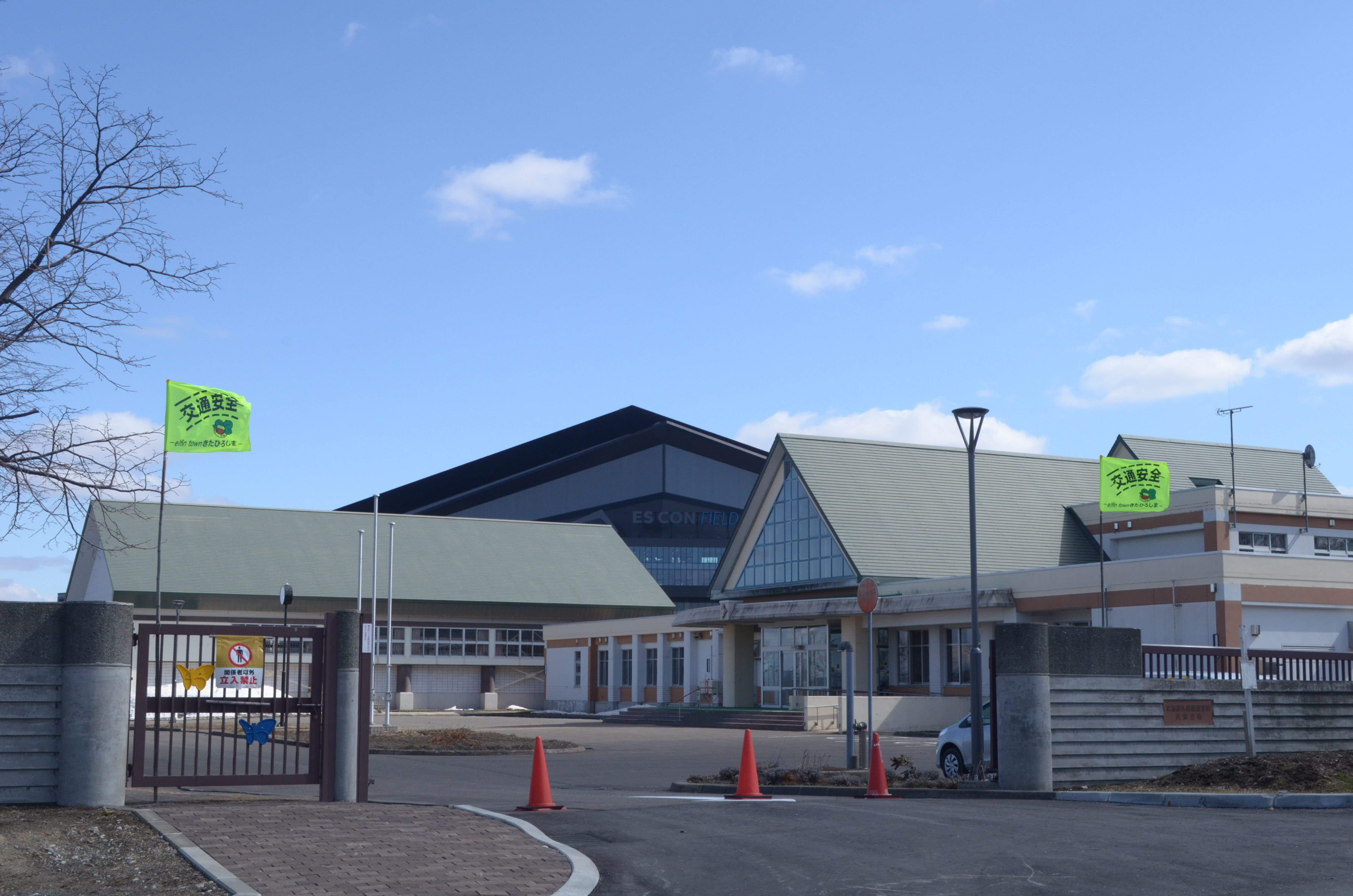
共栄分校

## 通学区域
札幌市東区、白石区、厚別区、清田区